# یوسیپ مارتینز
یوسیپ مارتینز (انگلیسی: Josep Martínez؛ زادهٔ ۲۷ مهٔ ۱۹۹۸) بازیکن فوتبال اهل اسپانیا است که برای باشگاه فوتبال اینتر میلان در پست دروازه‌بان بازی می کند.

## افتخارات

### باشگاهی
لایپزیگ
- جام حذفی فوتبال آلمان(۱): ۲۲–۲۰۲۱

اینتر میلان
- لیگ قهرمانان اروپا: ۲۵–۲۰۲۴ (نایب‌قهرمان)